# Saalequelle
Koordinaten: 50° 7′ 8″ N, 11° 49′ 42″ O
Die Saalequelle, früher auch Saalbrunnen genannt, ist der Ursprung der Saale, eines Nebenflusses der Elbe und eines der vier bedeutenderen mitteleuropäischen Flüsse, die im Fichtelgebirge entspringen (Saale, Eger, Naab und Main).
Sie liegt am Fuße des Großen Waldsteins am nordwestlichen Rand des Fichtelgebirges, auf dem Gebiet der Gemeinde Zell im Fichtelgebirge im Landkreis Hof in Oberfranken.

## Historisches
Die eigentliche Quelle der Saale befindet sich knapp 60 Meter Luftlinie oberhalb des heute als Quelle ausgewiesenen, eingefassten Wasseraustritts (707 m ü. NN), der bis 1869 als „Ausgang der Saale“ bezeichnet wurde. Dieser Zustand hat seinen Ursprung in der Errichtung eines kleinen Bergwerks namens „Hülffe Gottes“ durch Jacob Heinrich Richter aus Zell im Jahre 1769, in dem er „Gelbkreide“ abbaute, ein Mineralgemisch, aus dem Ockerpigmente gewonnen wurden. Das Grubengebäude umfasste einen Förderschacht und einen knapp 70 Meter langen Stollen, der die Quelle unterquerte.
Im Jahre 1794 inspizierte der berühmte Alexander von Humboldt in seiner damaligen Funktion als Oberbergmeister des Fürstentums Ansbach-Bayreuth das zu dieser Zeit noch aktive Bergwerk. Julius von Plänckner, der die Quelle 1839, knapp 30 Jahre nach Einstellung des Abbaubetriebs, in seinem Werk Piniferus beschrieb, lieferte ein detailliertes Bild der damaligen (1837) Situation: Ihm zufolge lief das Wasser aus der mit einem Häuschen überbauten, eingefassten Quelle durch ein offenes Rohr in eine trichterförmige Vertiefung, die durch Nachbrechen der Ränder des Eingangs des alten Schachtes entstanden war. Durch diese künstliche Bachschwinde floss das Wasser unterirdisch über den Schacht in den alten Stollen, den es schließlich weiter unten am Hang über ein Mundloch, eben jenen  „Ausgang der Saale“, wieder verließ.
Der Maler Georg Könitzer stellte das Gelände um 1858/60 in einer Lithografie seines Fichtelgebirgs-Themenkreises dar. Im Zuge einer Rekultivierung des alten Bergwerksgeländes im Jahre 1869 wurde die Einfassung des Mundloches abgerissen und der „Ausgang der Saale“ als neue Quelle umgebaut. Federführend bei diesen Arbeiten waren die umliegenden Ortschaften, wovon die Inschrift in einer schwarzen Marmortafel zeugt: „Quelle der Saale, gefaßt von den Städten Münchberg, Schwarzenbach, Hof, Weißenfels, Halle 1869“.
100 Jahre später wurde die Anlage erneuert und mit zwei Auslegern aus Bruchsteinen ergänzt. Dabei wurden die letzten äußeren Spuren des Bergwerks, das für das Zustandekommen der heutigen Situation entscheidend war, endgültig vernichtet. Lediglich der Abraumkegel und die Versturzmulde des Schachtes zeugen noch vom einstigen Bergbau.

## Tourismus
Die Quelle ist vom Bayerischen Landesamt für Umwelt als geschütztes Geotop ausgewiesen (siehe auch Liste der Geotope im Landkreis Hof) und liegt am Saale-Radweg, Quellenweg, Fränkischen Gebirgsweg und am Qualitätswanderweg Fränkisches Steinreich.